# Могилатов (Гадячский район)

Могилатов (укр. Могилатів) — село,
Мартыновский сельский совет,
Гадячский район,
Полтавская область,
Украина.
Код КОАТУУ — 5320484704. Население по переписи 2001 года составляло 71 человек.

## Географическое положение
Село Могилатов находится на расстоянии до 1,5 км от сёл Вороновщина, Мартыновка и Великое.
По селу протекает пересыхающий ручей с запрудой.
Рядом проходит автомобильная дорога Т-1705.

## История
- 1861 — дата основания.